# Megalogomphus flavicolor
Megalogomphus flavicolor – gatunek ważki z rodziny gadziogłówkowatych (Gomphidae).